# Arachnura melanura
Arachnura melanura är en spindelart som beskrevs av Simon 1867. Arachnura melanura ingår i släktet Arachnura och familjen hjulspindlar. Inga underarter finns listade i Catalogue of Life.

## Bildgalleri

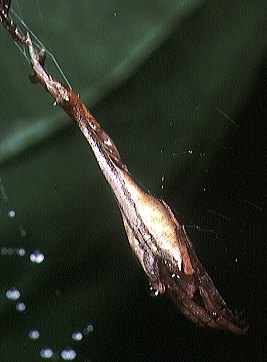